# Biscutelle de Guillon
Biscutella guillonii
Espèce
Classification phylogénétique
La Biscutelle de Guillon, Biscutella guillonii, est une espèce de plante herbacée de la famille des Brassicacées.

## Distribution
Elle n'est présente en France que dans quatre départements : Charente, Charente-Maritime, Gironde et Vienne.